# 越前信用金庫
越前信用金庫（えちぜんしんようきんこ、英語：Echizen Shinkin Bank）は、福井県大野市に本店を置く信用金庫である。近年、地元産業の低迷により預貸率の低下がみられるが、地元密着をキーワードに高い地区シェアを誇る信用金庫である。略称はえちしん。2018年度決算による自己資本比率は20.27%。

## 営業エリア
- 福井県

全域
- 岐阜県

郡上市の一部 (旧郡上郡白鳥町)

## 店舗
福井県内に本店と10の支店、1出張所を有する。詳細や最新の情報は公式サイト内の 店舗・ATMのご案内 を参照。

## ATMについて

### 北陸3県信金との提携
ATMでは、北陸地方3県（富山県・石川県・福井県）内に本店を置く信用金庫（しんきん北陸トライアングルネットワークATMサービス）のカードに限ってATM利用時間内に関わらず入出金手数料が終日無料で利用できる。 また北陸三県以外の都道府県の信用金庫（しんきんATMゼロネットサービス）のカードでも平日8時45分から18時までの入出金・土曜9時から14時までの出金に限り手数料が無料で利用できる。

### 県内銀行も含めた提携
2007年4月27日、福井銀行、福邦銀行と県内5信用金庫（福井、越前、武生、敦賀、小浜）が、同年10月を目処にして7金融機関のキャッシュカードを持つ顧客が7金融機関が設置しているCD・ATMで、残高照会と現金引出が手数料完全無料（時間外手数料・提携手数料が無料）にする方針であることを発表し、10月1日より福井ふるさとネットサービスとして実施している。